# Vodní nádrž Opatovice
Vodní nádrž Opatovice je vodní dílo, vytvořené zatopením asi 70 hektarů údolí říčky Malá Haná a dokončené roku 1972. Sypaná hráz má výšku až 36 metrů nad terénem, u paty hráze dosahuje hloubka vody kolem 33 metrů, objem zadržené vody je zhruba 10 000 000 m³. Přehradní nádrž slouží jako zdroj kvalitní pitné vody pro Vyškov, Bučovice a okolí. V nádrži žije mnoho druhů chráněných živočichů, jako jsou škeble či raci.
Hráz a převážná část vodní nádrže se nachází na území města Vyškova (katastrální území Opatovice u Vyškova a Rychtářov, okrajově též Pařezovice), většina délky pravého břehu nádrže patří do území obce Ježkovice.

## Tok, km: Malá Haná, 265 km
- Příslušnost nádrže k VH soustavě: Moravní
- Provozovatel: Povodí Moravy, s.p. - závod Střední Morava

## Účel nádrže
- akumulace vody pro
  - vodárenský odběr pro skupinový vodovod Vyškov, Bučovice,
  - trvalé zajištění minimálního průtoku,
- snížení povodňových průtoků
- Uvedeno do provozu: 1972

## Základní technické údaje

### Nádrž
- stálé zadržení: 1,600 mil. m³ (315,5 m n. m.)
- zásobní prostor: 7,784 mil. m³ (333,4 m n. m.)
- ochranný prostor:
  - neovladatelný: 0,483 mil. m³ (334,10 m n. m. (max. hladina))
- celkový objem: 9,867 mil. m³
- zatopená plocha: 70,51 ha

### Hráz
- typ: kamenitohlinitá sypaná, střední hlinité těsnění
- kóta koruny: 335,10 m n. m.
- šířka koruny: 5,43 m
- délka hráze v koruně: 177,10 m
- výška nade dnem: 36,10 m

### Spodní výpustě
- počet × průměr: 2× 700 mm
- provozní uzávěr: kuželový
- kapacita při max. hladině: 2× 4,22 m³{\displaystyle s^{-1}}

### Asanační výpusť
- počet × průměr: 1×200 mm, napojena na potrubí spodních výpustí

### Bezpečnostní přeliv
- typ: boční, nehrazený
- počet polí × délka přelivu: 1×31 m
- kóta přelivu: 333,40 m n. m.
- kapacita při max. hladině: 40,0 m³{\displaystyle s^{-1}}

### Hydrologické údaje
- číslo hydrologického pořadí: 4-12-02-008
- plocha povodí: 43,24 km²
- prům. dlouhodobý roční průtok: 0,190 m³{\displaystyle s^{-1}}
- {\displaystyle Q_{100}}: 25,0 m³{\displaystyle s^{-1}}
- {\displaystyle Q_{355d}}: 0,009 m³{\displaystyle s^{-1}}

### Účinek nádrže
- rovnoměrné nalepšení: 0,137 m³{\displaystyle s^{-1}}
- {\displaystyle Q_{100}} ovlivněný: 18,06 m³{\displaystyle s^{-1}}
- minimální odtok MQ: 0,014 m³{\displaystyle s^{-1}} (snížený 0,009 m³{\displaystyle s^{-1}})
- neškodný odtok: 4,0 m³{\displaystyle s^{-1}}